# 桧垣果穂
桧垣 果穂（ひがき かほ、1994年10月14日 - ）は東京都出身の日本のモデル、アイドルである。Arc Jewel所属のアイドルグループ・Luce Twinkle Wink☆（ルーチェ・トゥインクル・ウィンク）のメンバー。
身長は152cm。血液型はB型。てんびん座。元C-ZONEのメンバーで、C-ZONEでは檜垣果穂の旧字体で活動。以前はユニオンミュージックジャパン系列のユニオンエンタテインメント所属だった。

## 人物
- 愛称：「かほハム、ハム、はむ、はむ子」
- キャッチフレーズは研究生時代の「いつもふわふわしています。地上から3ミリくらい浮いている、かほハムこと桧垣果穂です」である。らぶ☆けん時代の初期のキャッチフレーズは「キラキラ笑顔でみんなにハッピー届けます。かほハムこと桧垣果穂です」であるが、これは姉妹グループのStella☆Beats（旧らぶ☆けんステラ）のプロデューサーであるスパイシーと共に考案し、2013年3月11日の第三回研究生ゼミナールで発表した。この日、本人が日直をしている。
- 姉が1人いる。姉は身長が167cm（2020年時点[1]）で、果穂との差は15cmである。

### 趣味・嗜好
- 性格：天然でちょっと抜けているように思われがちだが、実はかなり心配性でしっかり者でもある。人懐っこいがとても人見知りで、初対面の人には声をかけることができない。
- 趣味は歌うこと、ダンス、洋服集め、コスプレ、アニメ鑑賞、他のアイドルの動画鑑賞、電子書籍で漫画を読むこと。
- 一人の時間を作り、気持ちをリラックスさせたり息抜きをしている。一人でどこかに行くことが好きで、ディズニーに行ったり、お台場に行ったこともある。
- 好きな食べ物はイチゴ、桃。パンケーキとスターバックスの甘い飲み物が好きでよく写真をブログやTwitterに上げている。
- 好きなアニメは『名探偵コナン』、『東京喰種トーキョーグール』など。特に『名探偵コナン』や『東京喰種トーキョーグール』は、グッズやマンガ、DVDを買い集める程である。
- 好きな色：ピンク、白、水色、ラベンダー色であったが、20歳前後から黒など落ち着いた色も好むようになった。
- 担当カラー：Luce Twinkle Wink☆発足時は個人のカラーはなく、好きな色であるピンクをよく挙げられていたが、2015年5月24日の1周年記念ライブで担当カラーがラベンダーになった。文面上などの自己紹介では自身をトゥインクルラベンダーと表記することもある。なおC-ZONE時代はピンク。留守番ガールズ（天誅ガールズではなかったルーチェメンバーとAnge☆Reveメンバーで結成）では留守番ピンクとして活動。
- 好きな動物は愛称の由来でもあるハムスターだが、飼ったことはない。他に犬、猫、熊も好む。

### 交友関係
- C-ZONE時代の同僚であり、同い年でもある仲澤莉南（現在はCaratで活動）とは、解散して事務所を辞めた後も交流を続けている。
- 声優の日高里菜とは学校の同級生で、クラスも同じことから高校時代はとても仲が良かった。Luce Twinkle Wink☆メジャー2ndシングルがテレビアニメ『ネトゲの嫁は女の子じゃないと思った?』においてオープニングテーマ曲として起用されたことからAnimeJapan2016のステージに立った時に、高校卒業後、初めて日高と再会し、一緒に写真を撮りブログにアップしている[2]。
- 同じLuce Twinkle Wink☆メンバーであった深沢紗希とは、生年月日が一日違い。二人は在学していた高校が同じだったという[3]。

## 参加楽曲
- インディーズCDシングル「刹那ハレーション」 c/w 初恋☆ペンタグラム（2014年9月30日発売）
- インディーズCDシングル「you are a star!」 c/w 少女たちの微熱（2015年3月10日発売）
- メジャーデビューCDシングル「恋色♡思考回路」 c/w type-A ナミダイロ、type-B 羨望スターダム （2015年11月25日発売）[4]
- メジャー2ndCDシングル「1st Love Story」 c/w type-A Shiny Day, Shiny Life、type-B ラブ×タイムソルジャー ～未来と君を行き交う戦士～（2016年6月1日発売）[5]
- メジャー3rdCDシングル「go to Romance>>>>>」 c/w type-A meteor bell、type-B 大スキ、スキ、大スキ、スキ、、、、、（2017年3月12日発売）

## 経歴・出演
2009年
- 中学生時代にHana*chu→(正式表記：Hana* chu→)の読者モデルとして活動。

2011年
- 4月1日から翌年3月31日まで千葉県発のご当地アイドルC-ZONEの6期生として活動

### 愛乙女★DOLL加入後
2012年
- 12月30日に愛乙女★DOLL、Doll☆Elementsの吉祥寺CLUB SEATAでのツーマンライブのオープニングアクトとして初お披露目

2013年
- 2月18日 愛乙女★DOLL研究生ゼミナールとして月曜日、押上ワロップ放送局にてトーク&ライブスタート
- 10月20日 愛乙女★DOLL研究生として初の1stワンマンライブを吉祥寺CLUB SEATAで開催。サプライズで「10月27日の『アイドル横丁新聞杯』の人気投票で優勝すれば、脱研究生＆新プロジェクトを始動、CDデビューの可能性がある」と発表される。
- 10月27日 渋谷WWWで行われたアイドル横丁新聞杯に愛乙女★DOLL研究生として出演。結果は4位で惜しくも脱研究生ならず
- 12月24日 愛乙女★DOLL研究生かららぶ☆けんに名称を変更

2014年
- 2月2日 吉祥寺CLUB SEATAにて姉妹グループのらぶ☆けんステラ（現：Stella☆Beats）とツーマンライブ開催。グループ分け発表後初披露

### Luce Twinkle Wink☆加入後
2015年
- 1月18日 Luce Twinkle Wink☆として1stワンマンライブを新宿BLAZEにて開催
- 3月26日 JAPAN EXPOメインステージ出演権をかけたTokyo Candoll予選にLuce Twinkle Wink☆として出場し4位通過
- 4月13日 Tokyo Candoll準々決勝にLuce Twinkle Wink☆として出場し1位通過
- 4月23日 Tokyo Candoll準決勝にLuce Twinkle Wink☆として出場し1位通過
- 5月6日 Tokyo Candoll決勝にLuce Twinkle Wink☆として出場し1位通過、JAPAN EXPOメインステージ出演権を獲得
- 5月8日 Luce Twinkle Wink☆金曜定期公演を入場フリーで開催
- 7月2日～5日 Luce Twinkle Wink☆初海外遠征、フランスで開催されるJAPAN EXPO2015のメインステージに出演予定
- 7月19日 Luce Twinkle Wink☆2ndワンマンライブ～きっと、リキッドで掴む夢☆ 集まれ！トキメキ☆キラメキサマーパーティ♪トゥインクルえびす☆大作戦～ in恵比寿LIQUIDROOMにて3rdシングル「恋色♡思考回路」初披露&NBCユニバーサル・エンターテイメントジャパンよりメジャーデビューがサプライズ発表される
- 8月1日、2日 TOKYO IDOL FESTIVAL2015に計4ステージに初出演
- 8月29日 「Animelo Summer Live 2015 -THE GATE-」にてfripSideのバックダンサー・天誅ガールズの天誅バイオレットとしてさいたまスーパーアリーナにて初パフォーマンス
- 11月25日 Luce Twinkle Wink☆のメンバーとして、NBCユニバーサル・エンターテイメントジャパンよりメジャーデビューシングル「恋色♡思考回路」発売

2021年
2021年8月14日、Luce Twinkle Wink☆を一度卒業。その後はソロにて活動していたが、2023年8月20日にLuce Twinkle Wink☆へ再加入した。